# 1761
1761 (MDCCLXI) a fost un an obișnuit al calendarului gregorian, care a început într-o zi de miercuri.

## Nașteri
- 20 februarie: Ludwig Abeille, pianist și compozitor german (d. 1838)
- 8 iunie: Juliane de Hesse-Philippsthal, contesă și regentă de Schaumburg-Lippe (d. 1799)
- 20 noiembrie: Papa Pius al VIII-lea (n. Francesco Saverio Maria Felice Castiglioni), (d. 1830)
- 24 decembrie: Selim III, sultan otoman (1789-1807), (d. 1808)

## Decese
- 4 iulie: Samuel Richardson  (n. 1689)
- 7 aprilie: Thomas Bayes matematician britanic (n. 1702)
- 19 septembrie: Pieter van Musschenbroek  (n. 1692)
- 4 ianuarie: Stephen Hales  (n. 1677)
- 29 noiembrie: John Dollond  (n. 1706)
- 18 ianuarie: Carol Iosif al Austriei (1745-1761)  (n. 1745)
- 19 ianuarie: Charlotte Aglaé de Orléans  (n. 1700)
- 2 octombrie: Kelemen Mikes  (n. 1690)
- dată necunoscută: Prințesa Elizabeth Albertine de Saxa-Hildburghausen politiciană germană (n. 1713)
- 22 martie: Louis, Duce de Burgundia (1751–1761)  (n. 1751)
- 17 septembrie: Georg Bose fizician german (n. 1710)
- 2 noiembrie: Smaragda Cantemir  (n. 1720)
- dată necunoscută: Radu Cantacuzino  (n. 1699)
- dată necunoscută: Johannes Nachtigall  (n. 1717)